# Jehan Bellegambe

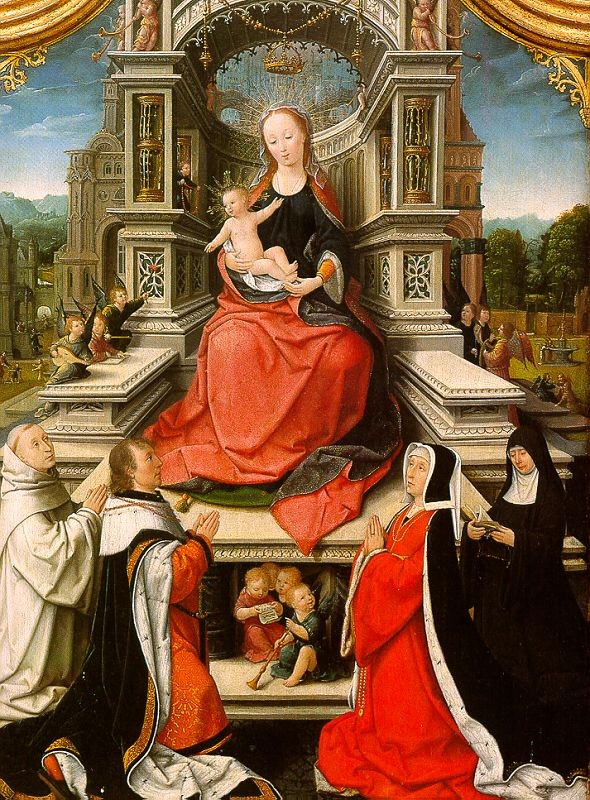
Mitteltafel des Le Cellier-Triptychons: Maria mit Kind, 1508, Metropolitan Museum of Art

Jehan Bellegambe (* ca. 1470 in Douai, Französisch-Flandern, heute Frankreich, Region Nord-Pas-de-Calais; † ca. 1535 ebenda; auch Jean Bellegambe) war ein französischer Maler der Renaissance. Er wird aufgrund der Geschichte Douais gelegentlich auch als Niederländer geführt. Er wurde auch als Meister der Farben bezeichnet.
Über seine Ausbildung ist nichts bekannt. Bellegambe malte zahlreiche prächtige, religiöse Darstellungen, drei- und mehrteilige Altarbilder, von denen die wichtigsten in seiner Heimatstadt, in Arras, Aix, im Palais des Beaux-Arts de Lille und in Sankt Petersburg erhalten sind.
Im Metropolitan Museum of Art in New York wird das Altartriptychon Le Cellier ausgestellt, so benannt nach seinem Fundort, einem ehemaligen Kornspeicher des Klosters Clairvaux. Das Retabel wurde von Jeanne de Boubais, der Äbtissin von Flines (amt. 1507–1533), in Auftrag gegebenen. Ebenfalls im New Yorker Museum wird ein Stifterbild des Anchiner Abtes Charles Coguin (amt. 1511–47) verwahrt. Es handelte sich um den linken Flügel eines Triptychons. 
Das Art Institute of Chicago stellt eine Ansicht der Heiligen Katharina von Alexandrien von ihm aus.

## Zugeschriebene Werke
- Sog. Cellier-Retabel, 1511/12 (Öl auf Holz, 101,6 × 61 cm [Schrein]; New York City, Metropolitan Museum of Art, Inv. Nr. 32.100.102)[2]
- Stifterbild von Charles Coguin, Abt von Anchin, um 1511–20 (Öl auf Holz, 67,9 × 28,9 cm; New York City, Metropolitan Museum of Art, Inv. Nr. 32.100.125)[3]
- Verkündigungstriptychon, 1516 (Öl auf Leinwand, 180 × 179,5 cm [Schrein]; Sankt Petersburg, Eremitage, Inv. Nr. 5574)[4]
- Retabelflügel mit den Hll. Barbara und Katharina, um 1520 (Öl auf Holz, 82,3–82,5 × 28,1 cm; Chicago, Art Institute of Chicago, Inv. Nr. 1983.376+1983.377)[5][6]
- Triptychon mit dem Jüngsten Gericht, um 1520/25 (Öl auf Eichenholz, Mittelbild 222 × 178 cm, Flügel je 222 × 82 cm; Berlin, Gemäldegalerie, Inv. Nr. 641)[7]
- Hl. Adrian, um 1530/35 (Öl auf Holz, 75 × 34 cm; Paris, Louvre, Inv. Nr. Ml 817)[8]